# 沙蒂永科利尼
沙蒂永科利尼（法語：Châtillon-Coligny，法語發音：[ʃatijɔ̃ kɔliɲi]）是法国卢瓦雷省的一个市镇，位于该省东部，属于蒙塔日区。

## 地理
沙蒂永科利尼（47°49'22"N, 2°50'47"E）面积25.53 平方千米，位于法国中央-卢瓦尔河谷大区卢瓦雷省，该省份为法国中北部省份，北起埃松省，西北接厄尔-卢瓦省，西南接卢瓦-谢尔省，南至涅夫勒省和谢尔省，东临约讷省，东北接塞纳-马恩省。
与沙蒂永科利尼接壤的市镇（或旧市镇、城区）包括：阿韦龙河畔拉沙佩勒、米勒龙河畔阿扬、卢万河畔达马里、蒙布伊、圣热纳维耶韦-代布瓦、阿韦龙河畔圣莫里斯。

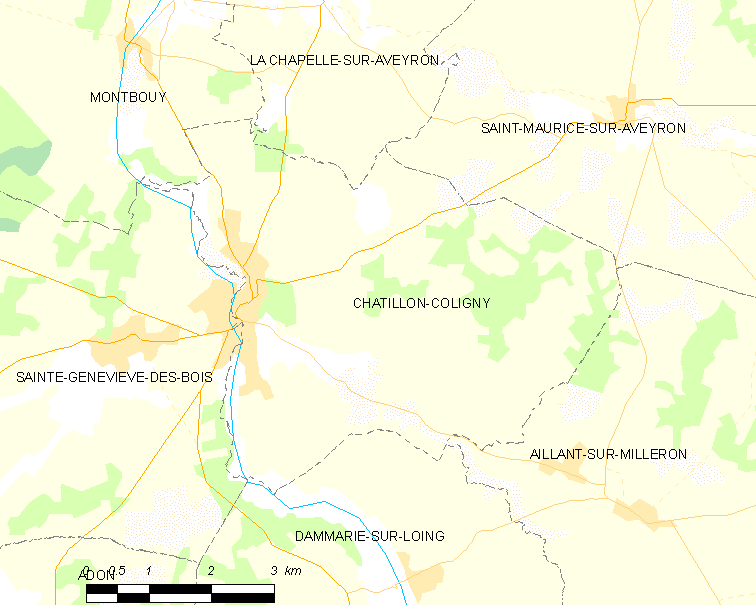
沙蒂永科利尼的OSM定位图

沙蒂永科利尼的时区为UTC+01:00、UTC+02:00（夏令时）。

## 行政
沙蒂永科利尼的邮政编码为45230，INSEE市镇编码为45085。

## 政治
沙蒂永科利尼所属的省级选区为洛里斯县。

## 人口

1962-2008年间沙蒂永科利尼人口变化图示

沙蒂永科利尼于2022年1月1日时的人口数量为1858人。